# Ståkke-Bårgå fjällurskog
Ståkke-Bårgå fjällurskog este o arie protejată (arie specială de conservare — SAC, sit de importanță comunitară — SCI) din Suedia întinsă pe o suprafață de 22.050 ha, integral pe uscat.

## Localizare
Centrul sitului Ståkke-Bårgå fjällurskog este situat la coordonatele 66°11′59″N 18°19′05″E / 66.1998°N 18.318°E.

## Înființare
Situl Ståkke-Bårgå fjällurskog a fost declarat sit de importanță comunitară în decembrie 1995 pentru a proteja 2 specii de animale. Situl a fost protejat și ca arie specială de conservare în decembrie 2009.

## Biodiversitate
Situată în ecoregiunea boreală, aria protejată conține 15 habitate naturale: Păduri caducifoliate de mlaștină fino-scandinave, Păduri fino-scandinave bogate în ierburi cu Picea abies, Mlaștini împădurite, Taiga vestică, Izvoare fino-scandinave și mlaștini produse de izvoare bogate în minerale, Tufărișuri subarctice cu Salix spp., Mlaștini turboase de tranziție și turbării mișcătoare, Grohotișuri silicioase de la nivelul montan până la nivelul zăpezii (Androsacetalia alpinae și Galeopsietalia ladani), Pajiști alpine și boreale, Cursuri de apă de la nivel de câmpie la nivel montan, cu vegetație Ranunculion fluitantis și Callitricho-Batrachion, Pajiști boreale și alpine pe substrat silicios, Turbării Aapa, Lacuri și iazuri distrofice naturale, Roci stâncoase cu vegetație pionieră de Sedo-Scleranthion sau Sedo albi-Veronicion dillenii, Râuri de munte și vegetația erbacee de pe malurile acestora.
La baza desemnării sitului se află mai multe specii protejate de  mamifere (2): gluton (Gulo gulo), râs eurasiatic (Lynx lynx).